# Aero 30
L'Aero 30 était une voiture deux places produite en 1934 à Prague, en Tchécoslovaquie. Au total, environ 7965 exemplaires furent construits.

## Description de la voiture
L'Aero 30 est une voiture de sport deux places. Son châssis est constitué d'un cadre en acier soudé avec un plancher en tôle soudé par le bas. L'automobile possède un moteur à combustion interne à deux temps. Le volume du système de refroidissement est de 16 litres. Son carburateur est horizontal et son réservoir d'essence, dont la capacité est de 47 litres, est situé sur la paroi transversale du moteur.

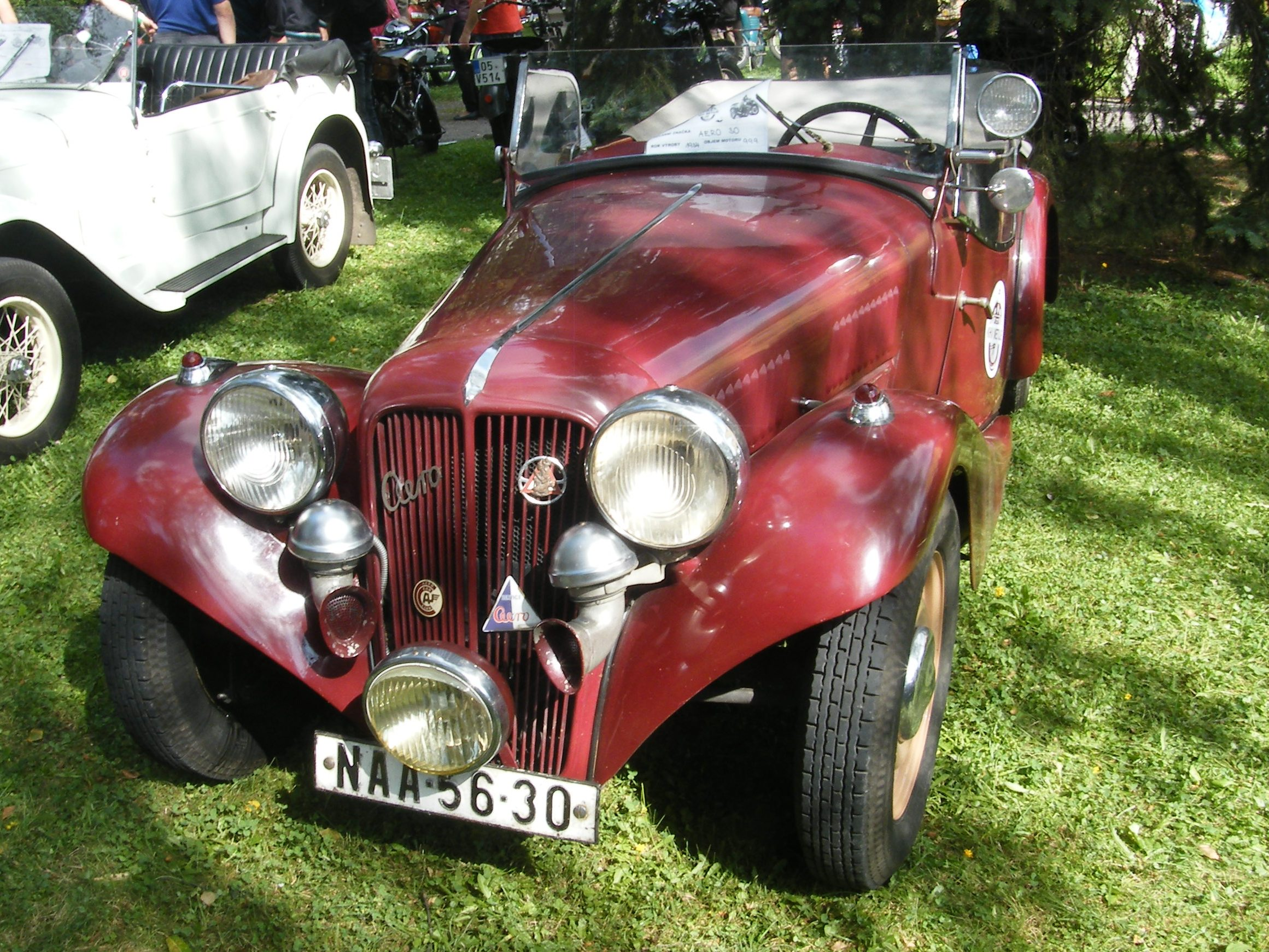
Aero 30 Roadster